# KW-3
KW-3 (ros. КВ-3) – radziecki prototypowy czołg ciężki z okresu II wojny światowej, należący do serii czołgów KW.
Prace nad pojazdem, początkowo oznaczanym jako Obiekt 223, rozpoczęły się w 1941 roku, w tym samym roku zbudowano pierwszy i jedyny jego egzemplarz. Od KW-1 czołg odróżniało zwiększone opancerzenie (do 115-120 mm z przodu pojazdu) oraz (planowana) armata ZiS-6 kalibru 107 mm (w prototypowym egzemplarzu zainstalowano 76,2 mm armatę F-32). Wiązało się to z koniecznością wydłużenia podwozia czołgu oraz opracowania nowej wieży.
Jedyny KW-3 wziął udział w próbie odblokowania Leningradu na przełomie 1941/1942 roku, prowadził natarcie w ramach 124. Brygady Pancernej. Został trafiony pociskiem kalibru 150mm wystrzelonym z niemieckiej haubicy, pocisk trafił w wieżę KW-3 i spowodował detonację amunicji.